# Лижечка Орест Францович
Орест Францович Лижечка (нар. 22 жовтня 1958, м. Чортків, нині Україна) — український фотохудожник, фотокореспондент. Член Національних спілок фотохудожників (1996), журналістів (2007) України та художник Міжнародної федерації фотомистецтва (2010).

## Життєпис

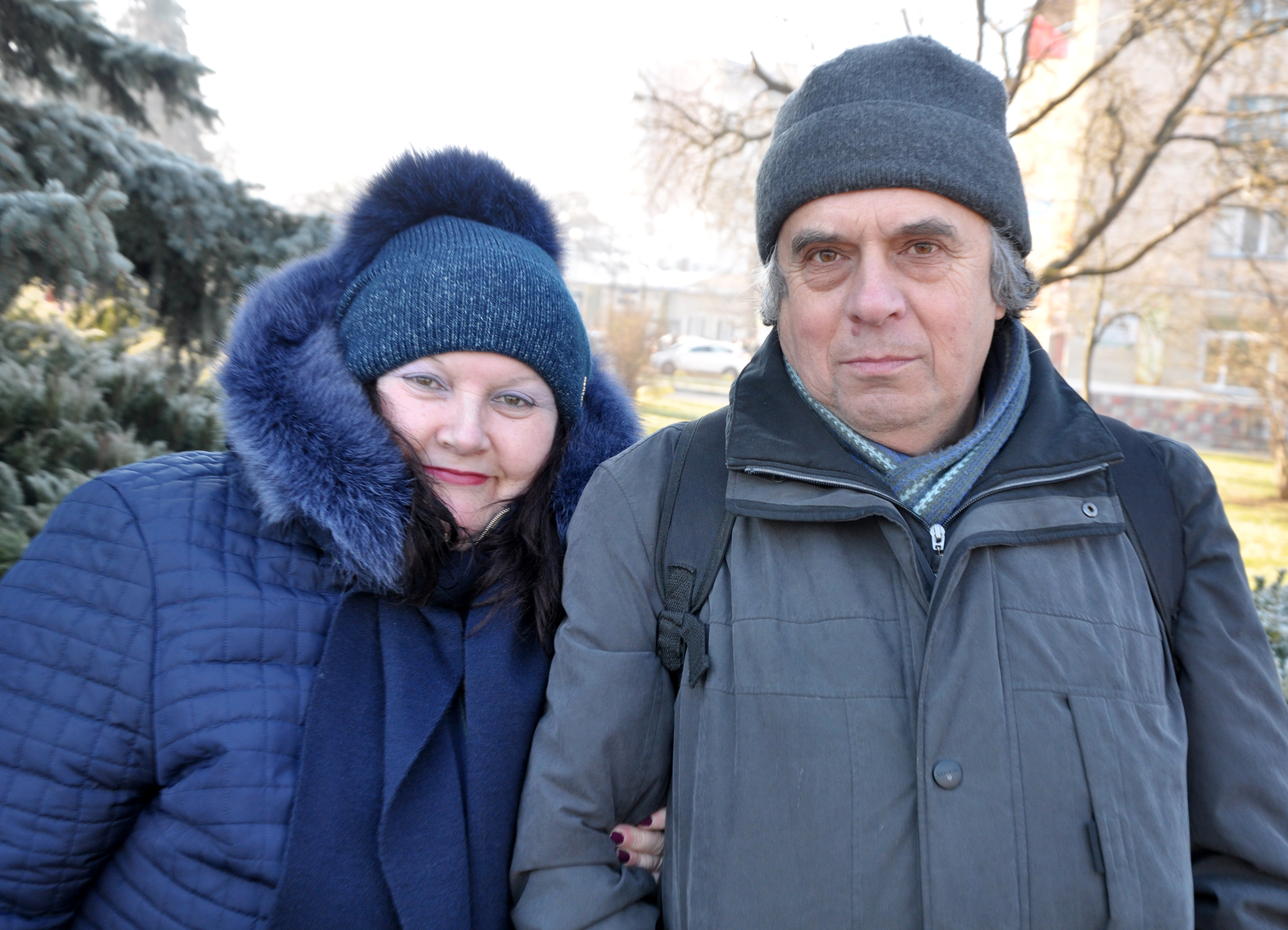
Чортківські журналісти Анна Блаженко та Орест Лижечка

Орест Францович Лижечка народився 22 жовтня 1958 року в місті Чорткові Тернопільської області України.
За шкільних років зробив свої перші кроки в фотографії.
Закінчив Тернопільське ПТУ облпобутуправління, відділення технології фотографії Республіканського технологічного технікуму (1984). Працював фотографом Тернопільського комбайнового заводу та газети «Комбайнобудівник», фотолаборантом Чортківського цукрового заводу, майстром-викладачем Тернопільського ПТУ облпобутуправління (1981—1991), фотокореспондентом чортківської районної газети «Голос народу» (1993—2018).
Член журі обласного конкурсу авторських фотографій юних аматорів Тернопілля «Ми — в Україні і Україна — в нас».

## Творчість

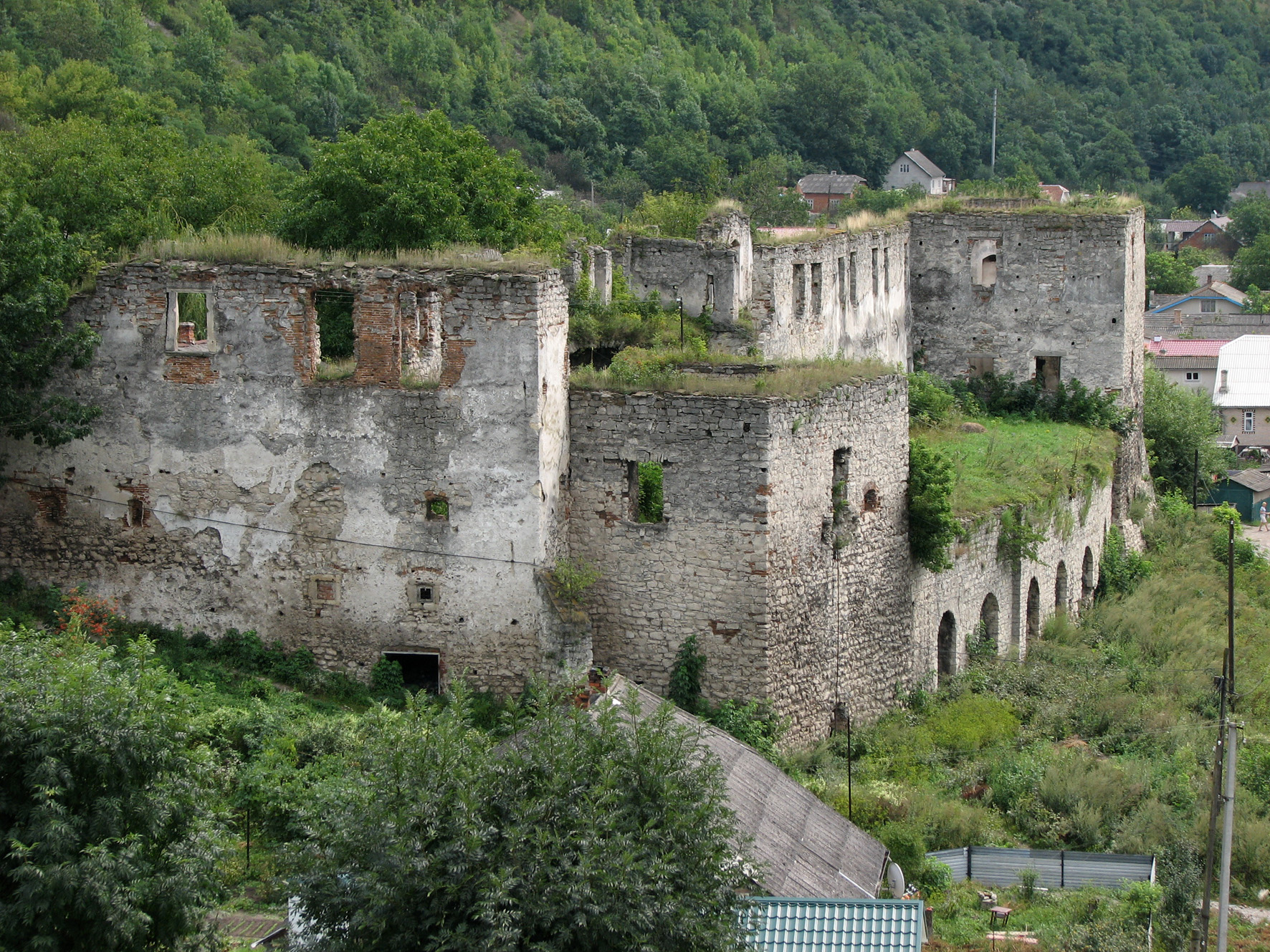
Замок Гольських у Чорткові (одна із ТОП-100 найкращих фото України 2014 року в конкурсі «Вікі любить пам'ятки»)

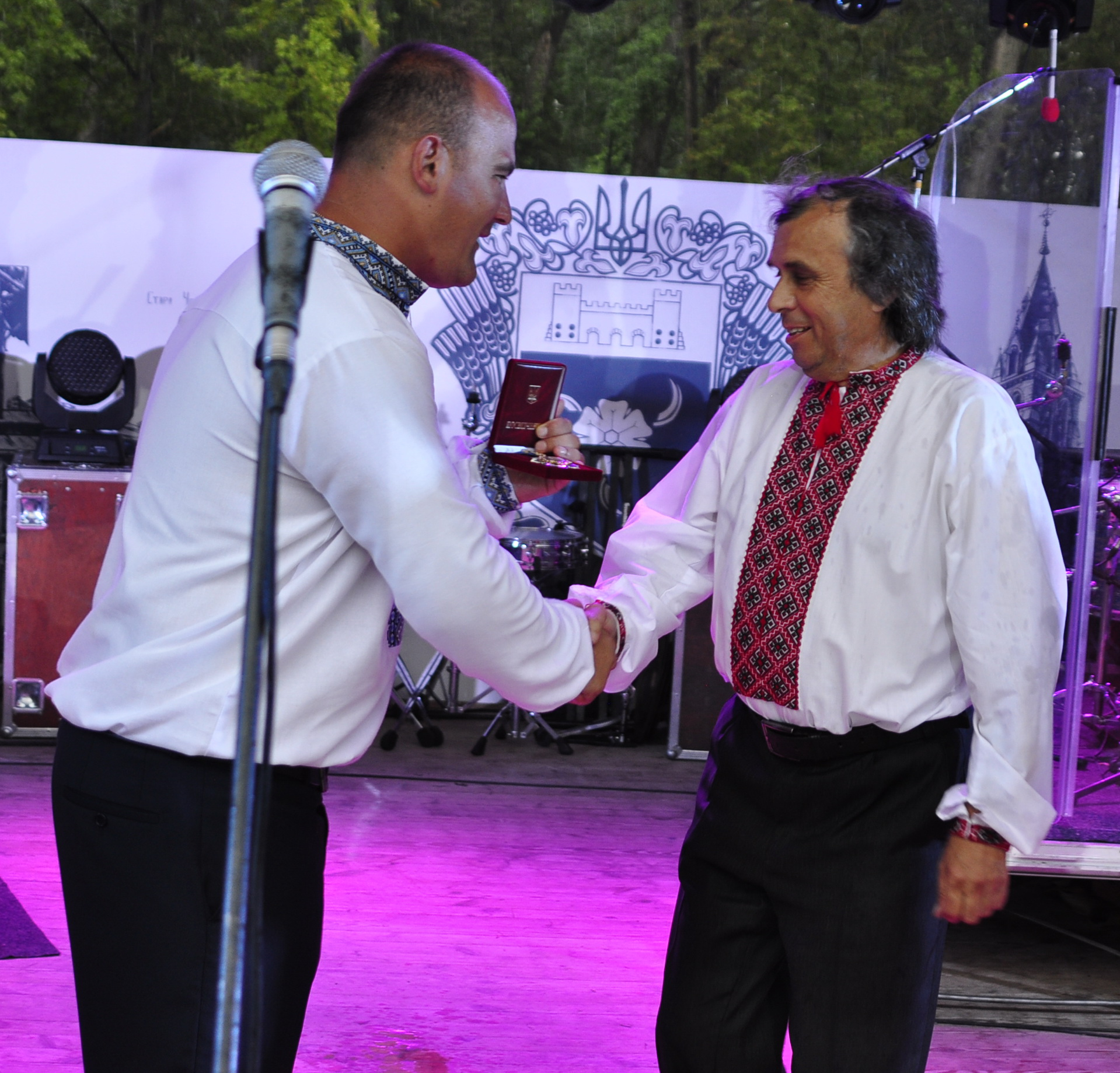
Міський голова Чорткова Володимир Шматько нагороджує українського фотохудожника Ореста Лижечку почесною відзнакою «Почесний громадянин Чорткова».

Від 1977 року — учасник понад 400 колективних виставок фотохудожників у більш як 46-и країнах світу, зокрема Великій Британії, Болгарії, Росії, Індії, Туреччині, Андоррі, Польщі, Австрії, Сербії, Італії, Люксембурзі, Фінляндії, Македонії, США, Австрії, Китаї.
Персональні виставки у містах Тернополі (1986, 1987, 1988), Чорткові (1980, 2007), Кременці (1986), Києві (2009), Одесі (2009), Севастополі (2009), Рівному (2009), Львові (2009), Миколаєві (2009), Хмельницькому (2014) та інших.
Найбільше нагород (близько 40) авторові принесла фоторобота «Мелодія», що побувала в 30 країнах світу.
95 відсотків світлин автор знімає, не виїжджаючи з Чорткова.
Брав участь у конкурсі «Вікі любить пам'ятки–2014» (під псевдо Orestchortkiv завантажив більше 40 світлин на Вікісховище), одна із світлин 2014 року потрапила у ТОП-100 найкращих фото України [Архівовано 20 листопада 2015 у Wayback Machine.].

## Відзнаки
- срібна (2006) медаль Міжнародної федерації фотомистецтва (Туреччина)
- бронзова (2008) медаль Міжнародної федерації фотомистецтва (Туреччина)
- медаль Європейської спілки фотохудожників (2006, Франція)
- срібна медаль Спілки фотографів (Китай, 2009) за фотороботу «Мелодія»
- друга премія на конкурсі (Польща, 2009)
- перша премія в номінації «Портрет» VIII Відкритого Казанського фотоконкурсу (Росія, 2009) за фотороботу «Старість»
- почесний громадянин міста Чорткова (2018)[4][5]
- Грамота Верховної Ради України (2018)[6]

## Фотогалерея

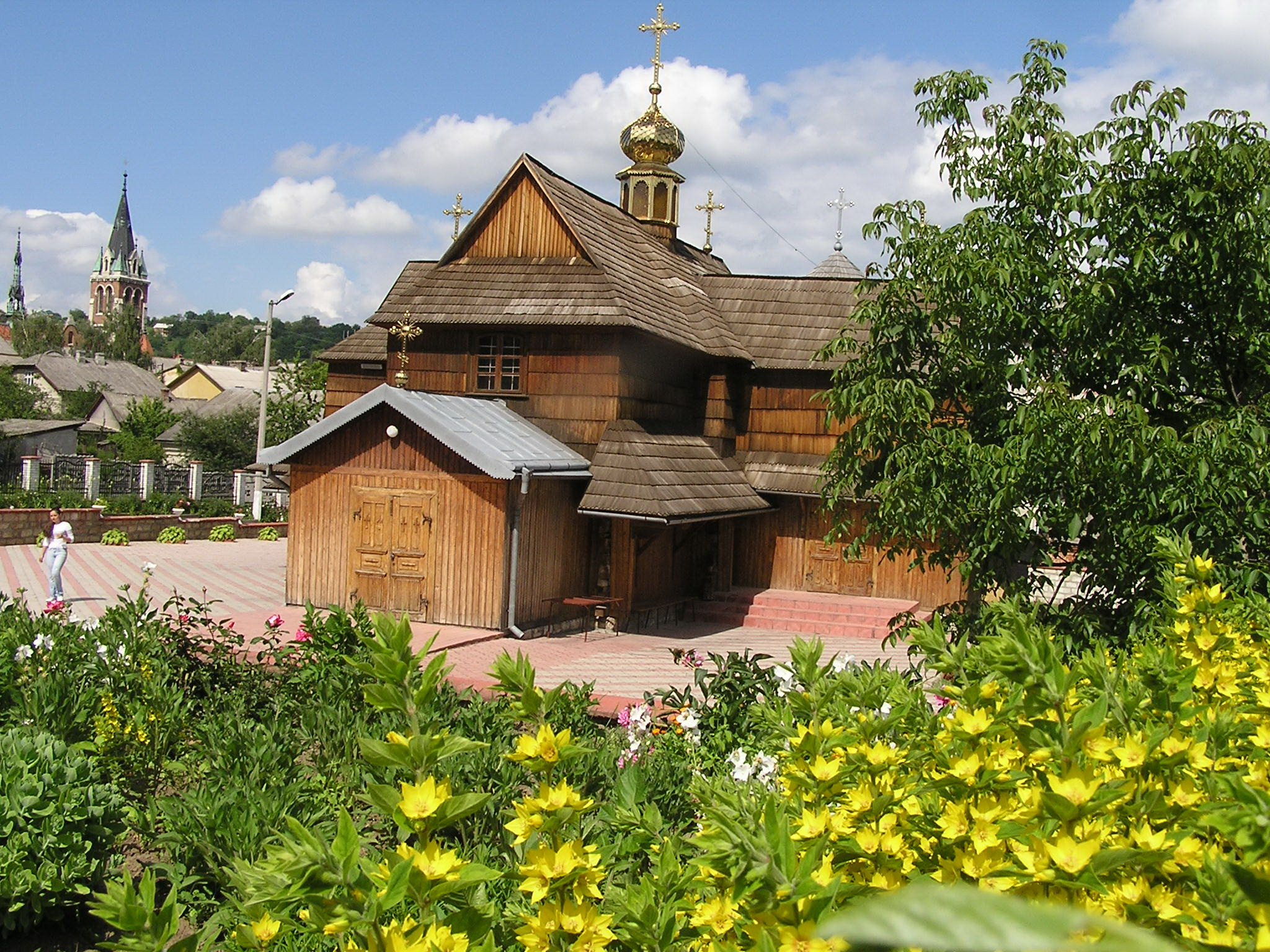
Успенська церква у Чорткові
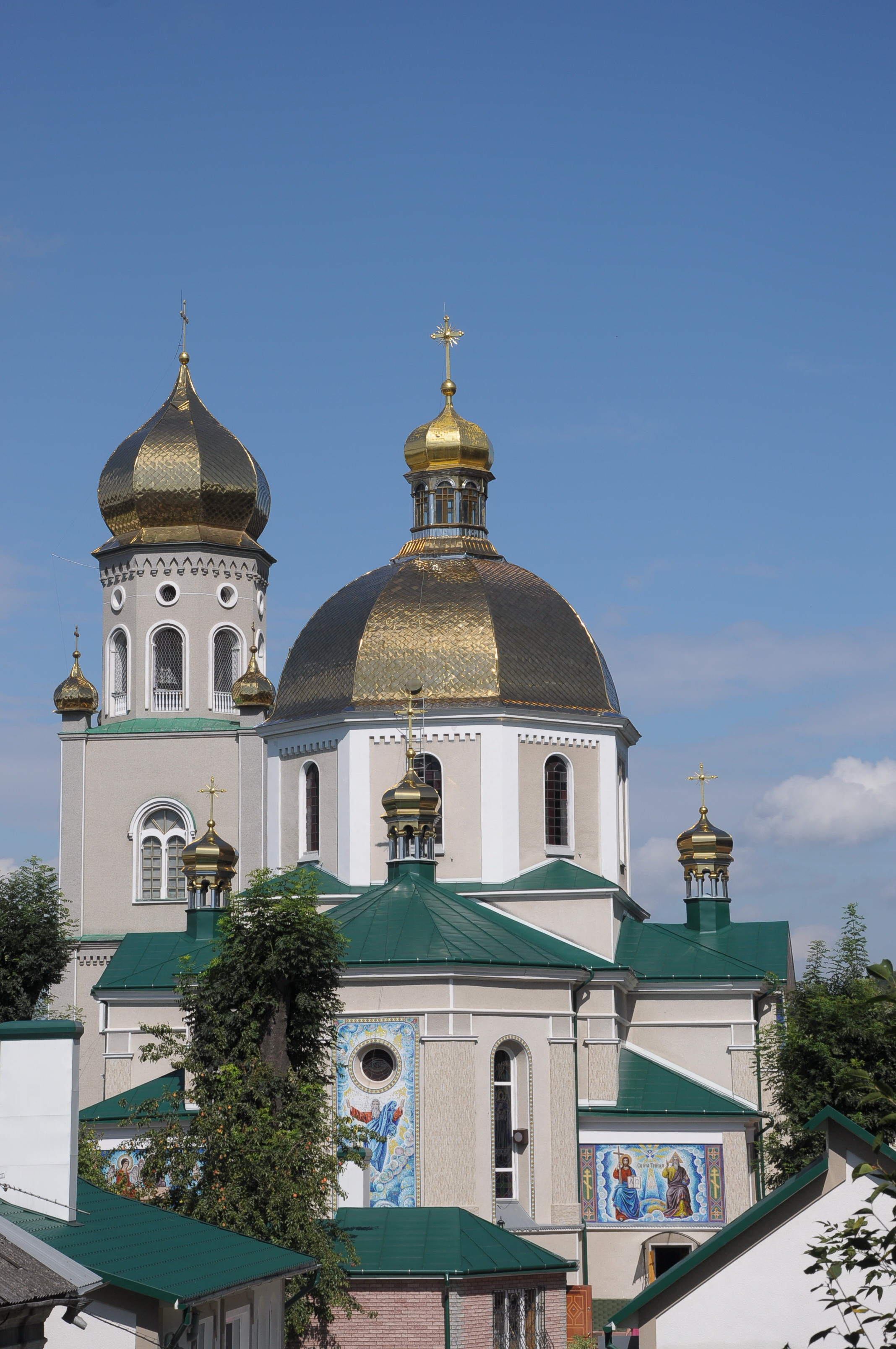
Церква Святої Покрови у Чорткові
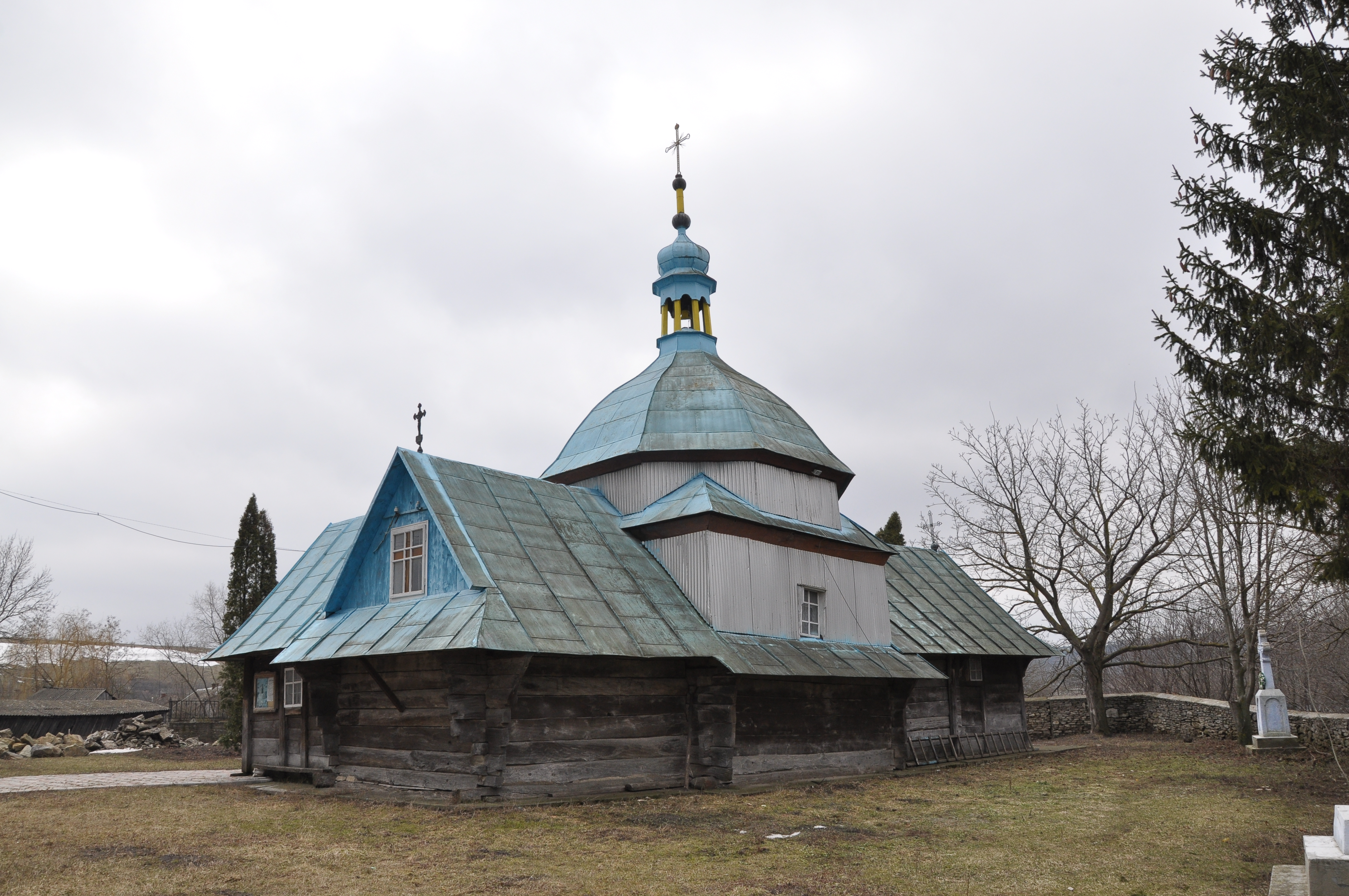
Церква Святої Трійці у Заболотівці
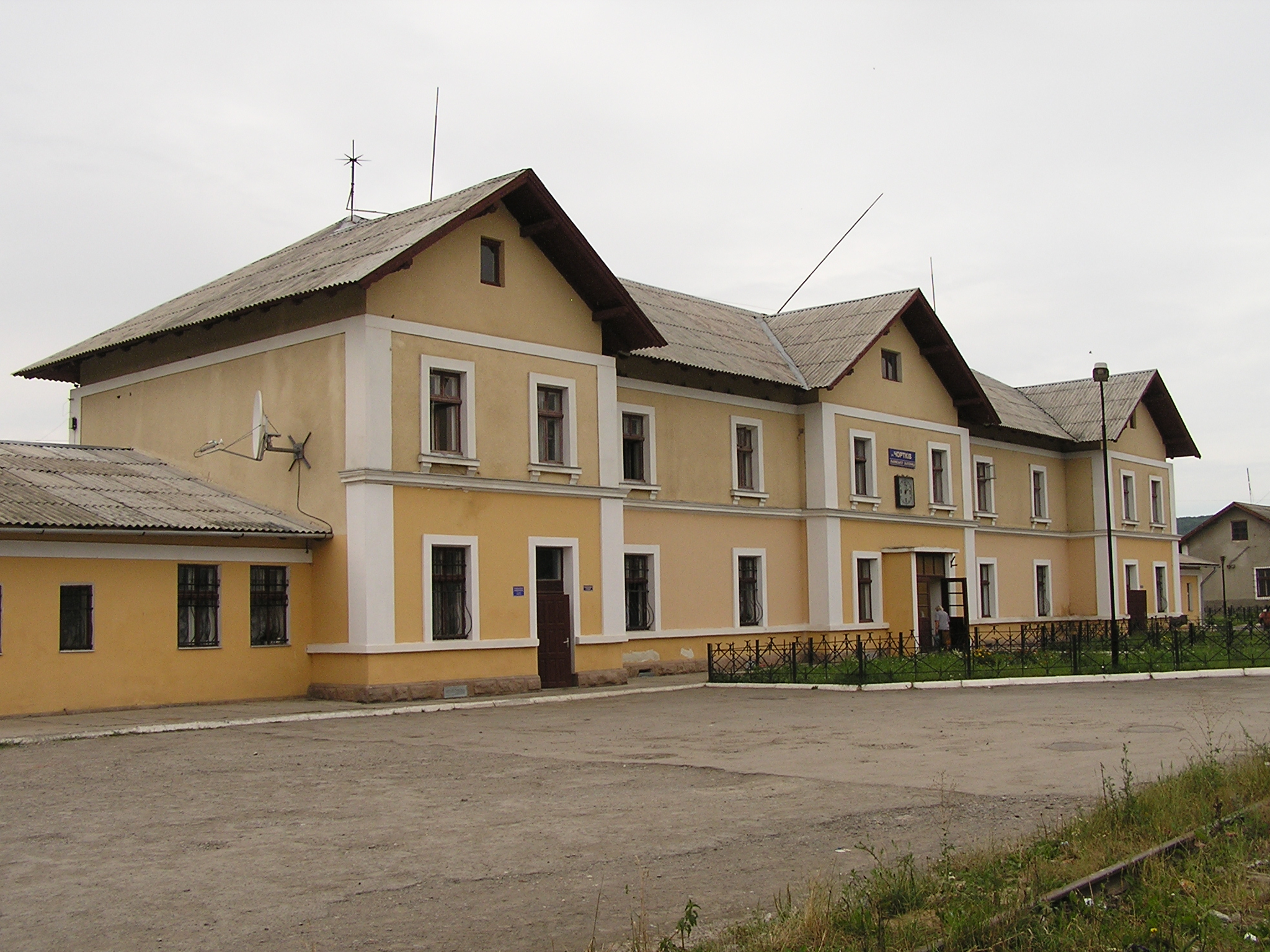
Залізничний вокзал у Чорткові